# Narciarstwo dowolne na Zimowej Uniwersjadzie 2015
Narciarstwo dowolne na Zimowej Uniwersjadzie 2015 odbyło się w dniach 5-14 lutego 2015. Zawodnicy rywalizowali w czterech konkurencjach - slopestyle, Halfpipe, Jazda po muldach i  skicross. Te same konkurencje odbyły się zarówno dla mężczyzn jak i kobiet.

## Zestawienie medalistów

### Kobiety
| Data           | Godzina     | Konkurencja                  | Złoto                    | Srebro                 | Brąz             |
| -------------- | ----------- | ---------------------------- | ------------------------ | ---------------------- | ---------------- |
| 5 lutego 2015  | 13:00 UTC+1 | Jazda po muldach (szczegóły) | Julija Gałyszewa         | Marika Piertachija     | Seo Jee-won      |
| 9 lutego 2015  | 11:30 UTC+1 | Slopestyle (szczegóły)       | Brooke Potter            | Zuzana Stromková       | Stefanie Mössler |
| 11 lutego 2015 | 11:30 UTC+1 | Halfpipe (szczegóły)         | Marine Tripier Mondancin | Jelizawieta Czesnokowa | Jule Seifert     |
| 14 lutego 2015 | 12:00 UTC+1 | Skicross (szczegóły)         | Nikol Kučerová           | Lidija Pientuchowa     | Tania Prymak     |

### Mężczyźni
| Data           | Godzina     | Konkurencja                  | Złoto           | Srebro           | Brąz               |
| -------------- | ----------- | ---------------------------- | --------------- | ---------------- | ------------------ |
| 5 lutego 2015  | 13:00 UTC+1 | Jazda po muldach (szczegóły) | Pawieł Kołmakow | Dmitrij Rejcherd | Siergiej Szymbujew |
| 9 lutego 2015  | 11:30 UTC+1 | Slopestyle (szczegóły)       | Fabian Braitsch | Broby Leeds      | Cody Potter        |
| 11 lutego 2015 | 11:30 UTC+1 | Halfpipe (szczegóły)         | John Leonard    | Kim Kwang-jin    | Pawieł Czupa       |
| 14 lutego 2015 | 12:00 UTC+1 | Skicross (szczegóły)         | Bernhard Graf   | Timothée Henzi   | Igor Omielin       |

## Klasyfikacja medalowa
| Miejsce | Państwo           | złoto | srebro | brąz | Razem |
| ------- | ----------------- | ----- | ------ | ---- | ----- |
| 1.      | Stany Zjednoczone | 2     | 1      | 2    | 5     |
| 2.      | Kazachstan        | 2     | 1      | 0    | 3     |
| 3.      | Austria           | 2     | 0      | 1    | 3     |
| 4.      | Francja           | 1     | 0      | 0    | 1     |
| 4.      | Czechy            | 1     | 0      | 0    | 1     |
| 6.      | Rosja             | 0     | 3      | 3    | 6     |
| 7.      | Korea Południowa  | 0     | 1      | 1    | 2     |
| 8.      | Słowacja          | 0     | 1      | 0    | 1     |
| 8.      | Szwajcaria        | 0     | 1      | 0    | 1     |
| 10.     | Niemcy            | 0     | 0      | 1    | 1     |

## Wyniki

### Kobiety

#### Jazda po muldach
| Miejsce | Zawodniczka        | Reprezentacja     | Punkty |
| ------- | ------------------ | ----------------- | ------ |
| złoto   | Julija Gałyszewa   | Kazachstan        | 360    |
| srebro  | Marika Piertachija | Rosja             | 288    |
| brąz    | Seo Jee-won        | Korea Południowa  | 216    |
| 4.      | Seo Jung-hwa       | Korea Południowa  | 180    |
| 5.      | Shelby Dyer        | Stany Zjednoczone | 162    |
| 6.      | Swietłana Iwanowa  | Rosja             | 144    |
| 7.      | Svenja Redeker     | Niemcy            | 129,60 |
| 8.      | Ning Qin           | Chiny             | 115,20 |
| 9.      | Katharina Ramsauer | Austria           | 104,40 |
| 10.     | Marija Krasiłowa   | Rosja             | 93,60  |

#### Slopestyle
| Miejsce | Zawodniczka      | Reprezentacja     | Punkty |
| ------- | ---------------- | ----------------- | ------ |
| złoto   | Brooke Potter    | Stany Zjednoczone | 160    |
| srebro  | Zuzana Stromková | Słowacja          | 128    |
| brąz    | Stefanie Mössler | Austria           | 96     |
| 4.      | Zuzanna Witych   | Polska            | 80     |
| 5.      | Alexis Keeney    | Stany Zjednoczone | 72     |
| 6.      | Jule Seifert     | Niemcy            | 64     |
| 7.      | Julie Le Gall    | Francja           | 57,60  |
| 8.      | Enya Beutler     | Szwajcaria        | 51,20  |
| 9.      | Barbora Nováková | Czechy            | 46,40  |
| 10.     | Julija Gałyszewa | Kazachstan        | 41,60  |

#### Halfpipe
| Miejsce | Zawodniczka              | Reprezentacja     | Punkty |     |
| ------- | ------------------------ | ----------------- | ------ | --- |
| złoto   | Marine Tripier Mondancin | Francja           | 50     |     |
| srebro  | Jelizawieta Czesnokowa   | Rosja             | 40     |     |
| brąz    | Jule Seifert             | Niemcy            | 30     |     |
| 4.      | Enya Beutler             | Szwajcaria        | 25     |     |
| 5.      | Brooke Potter            | Stany Zjednoczone | 22,50  |     |
| 6.      | Sofia Marchesini         | Włochy            | 20     |     |
| 7.      | Stefanie Mössler         | Austria           | 18     |     |
| -       | Patricia Muñoz           | Hiszpania         | DNS    | DNS |
| -       | Alexis Keeney            | Stany Zjednoczone | DNS    | DNS |
| -       | Zuzanna Witych           | Polska            | DNS    | DNS |
| -       | Elena Irene Jaimez       | Hiszpania         | DNS    | DNS |

#### Skicross
| Miejsce | Zawodniczka             | Reprezentacja     | Punkty |
| ------- | ----------------------- | ----------------- | ------ |
| złoto   | Nikol Kučerová          | Czechy            | 180    |
| srebro  | Lidija Pientuchowa      | Rosja             | 144    |
| brąz    | Tania Prymak            | Stany Zjednoczone | 108    |
| 4.      | Majja Awierjanowa       | Rosja             | 90     |
| 5.      | Zoé Cheli               | Szwajcaria        | 81     |
| 6.      | Jekatierina Stariczenko | Rosja             | 72     |
| 7.      | Paula Albrecht          | Niemcy            | 64,80  |
| 8.      | Zoé Chastan             | Szwajcaria        | 57,60  |
| 9.      | Wiktorija Struk         | Rosja             | 52,20  |
| 10.     | Leta McNatt             | Stany Zjednoczone | 46,80  |

### Mężczyźni

#### Jazda po muldach
| Miejsce | Zawodnik           | Reprezentacja     | Punkty |
| ------- | ------------------ | ----------------- | ------ |
| złoto   | Pawieł Kołmakow    | Kazachstan        | 260    |
| srebro  | Dmitrij Rejcherd   | Kazachstan        | 208    |
| brąz    | Siergiej Szymbujew | Rosja             | 156    |
| 4.      | Kim Ji-hyon        | Korea Południowa  | 130    |
| 5.      | Jegor Anufrijew    | Rosja             | 117    |
| 6.      | Jules Escobar      | Francja           | 104    |
| 7.      | Maksim Michajłow   | Rosja             | 93,60  |
| 8.      | Luke Farny         | Stany Zjednoczone | 83,20  |
| 9.      | Sascha Posch       | Austria           | 75,40  |
| 10.     | Daniel Honzig      | Czechy            | 67,60  |

#### Slopestyle
| Miejsce | Zawodnik          | Reprezentacja     | Punkty |
| ------- | ----------------- | ----------------- | ------ |
| złoto   | Fabian Braitsch   | Austria           | 50     |
| srebro  | Broby Leeds       | Stany Zjednoczone | 40     |
| brąz    | Cody Potter       | Stany Zjednoczone | 30     |
| 4.      | Arkadij Kazakow   | Rosja             | 25     |
| 5.      | Bartłomiej Sibiga | Polska            | 22,50  |
| 6.      | Alexander Benz    | Szwajcaria        | 20     |
| 7.      | Josef Kalenský    | Czechy            | 18     |
| 8.      | Szczepan Karpiel  | Polska            | 16     |
| 9.      | Silvan Jäger      | Szwajcaria        | 14,50  |
| 10.     | John Leonard      | Stany Zjednoczone | 13     |

#### Halfpipe
| Miejsce | Zawodnik          | Reprezentacja     | Punkty |     |
| ------- | ----------------- | ----------------- | ------ | --- |
| złoto   | John Leonard      | Stany Zjednoczone | 90     |     |
| srebro  | Kim Kwang-jin     | Korea Południowa  | 72     |     |
| brąz    | Pawieł Czupa      | Rosja             | 54     |     |
| 4.      | Pietr Kordiuk     | Rosja             | 45     |     |
| 5.      | Broby Leeds       | Stany Zjednoczone | 40,50  |     |
| 6.      | Dominic Hasibeder | Austria           | 36     |     |
| 7.      | Anton Komarow     | Rosja             | 32,40  |     |
| 8.      | Jorge Montoya     | Hiszpania         | 28,80  |     |
| -       | Jeremy Brown      | Stany Zjednoczone | DNS    | DNS |
| -       | Szczepan Karpiel  | Polska            | DNS    | DNS |
| -       | Nicolas Bijasson  | Francja           | DNS    | DNS |
| -       | Alexander Benz    | Szwajcaria        | DNS    | DNS |

#### Skicross
| Miejsce | Zawodnik                | Reprezentacja    | Punkty |
| ------- | ----------------------- | ---------------- | ------ |
| złoto   | Bernhard Graf           | Austria          | 120    |
| srebro  | Timothée Henzi          | Szwajcaria       | 96     |
| brąz    | Igor Omielin            | Rosja            | 72     |
| 4.      | Morgan Guipponi Barfety | Francja          | 60     |
| 5.      | Tom Bonnefond           | Francja          | 54     |
| 6.      | Benoît Hoen             | Francja          | 48     |
| 7.      | Timo Müller             | Szwajcaria       | 43,20  |
| 8.      | Mateusz Habrat          | Polska           | 38,40  |
| 9.      | Maximilian Linninger    | Austria          | 34,80  |
| 10.     | Park Hyun               | Korea Południowa | 31,20  |